# Apagões na Venezuela em 2019

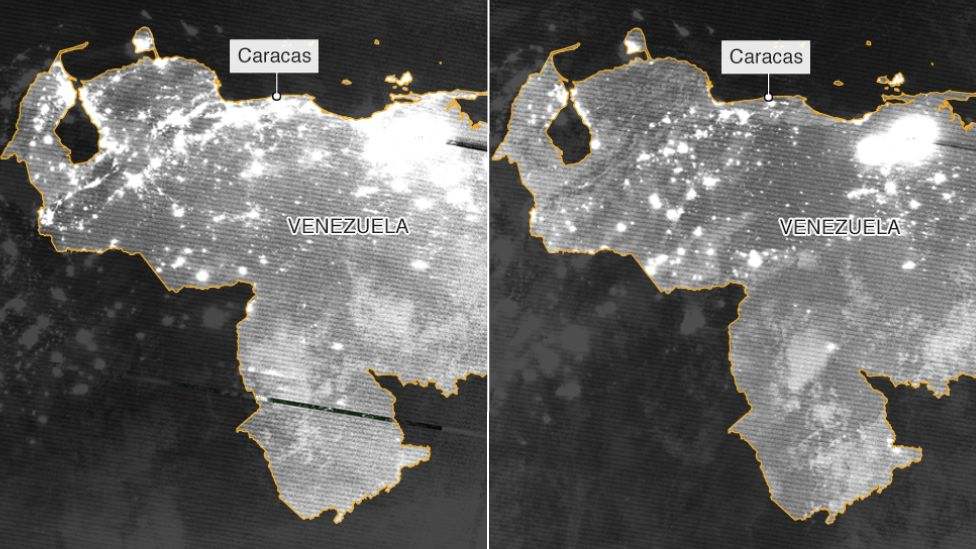
Imagem satélite nocturna da Venezuela, mostrando a diferença entre as noites de 7 e 12 de março

Os apagões na Venezuela em 2019 são uma série de cortes de energia eléctrica generalizados que ocorreram em março e abril de 2019 na Venezuela.
O primeiro apagão teve início quinta-feira, 7 de março de 2019, às 16:55 hora local (GMT−4), e terminou seis dias depois, a 13 de março de 2019, segundo fontes governamentais. O apagão afetou 22 dos 23 estados, causando graves problemas em hospitais e clínicas, em grande parte dos estabelecimentos comerciais do país, e problemas nos meios de transporte, incluindo os caminhos-de-ferro metropolitanos de Caracas e Maracaibo, e no serviço de água do país. Foi o apagão mais prolongado da história do país, com 90% do país às escuras durante mais de 20 horas.
Em 25 de março ocorreu um novo apagão, afetando 18 dos 24 estados, e mais de 90% da conectividade via Internet do país.

## Antecedentes
Outros importantes apagões ocorreram no passado recente: Em 2008, no Estado Bolívar, uma falha causada por um incêndio florestal perto da barragem de El Guri  provocou um corte eléctrico em quase metade do país. Em 2010, o então presidente da Venezuela, Hugo Chávez, declarou uma “emergência de electricidade” após uma seca causada pelo fenómeno climático El Niño que deixou o nível das águas das barragens perigosamente baixas. Em 2013 uma falha numa linha de alta tensão deixou 60% do país sem electricidade durante cinco horas. Em 2016, a pior seca da Venezuela em quatro décadas afectou novamente a barragem de Guri, que fornecia então cerca de 70% da electricidade do país. E em 2018 ocorreu um apagão que durou entre 10 e 14 horas, sem que se conheça a causa do corte eléctrico.
O país tem tido vários problemas relacionados com o sistema eléctrico e hidroeléctrico devido à falta de manutenção, falha na fiação de alta tensão e outras causas.Novas construções em centrais termoeléctricas e outras centrais hidroeléctricas estão paralisadas há anos, com cortes de energia ocorrendo diariamente na Venezuela.

## Apagão de 7 a 13 de março

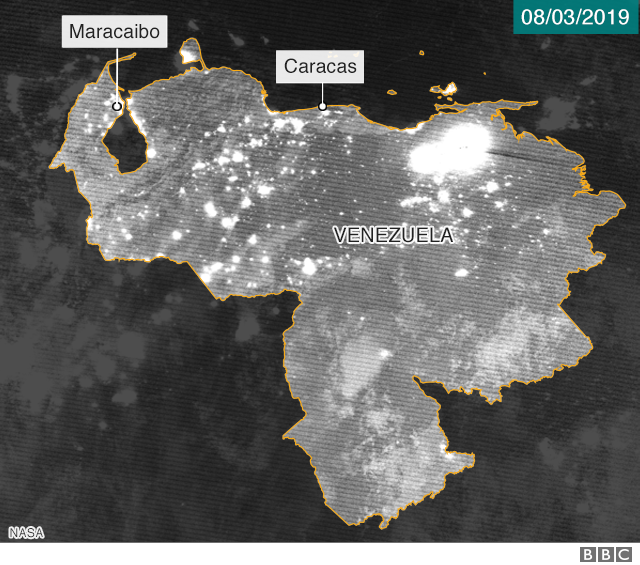
Na foto de sexta-feira, 8 de Março, sexta-feira, já é possível ver grande parte do país às escuras

Ao fim da tarde do dia 7 de março de 2019 ocorreu uma falha na rede eléctrica com origem na Central Hidroeléctrica Simón Bolívar, a principal do país, também conhecida como Guri, responsável por fornecer energia a cerca de 70% da Venezuela.
Na tarde de 8 de março, após de mais de 20 horas sem electricidade, a energia chegou a voltar a várias regiões do país durante cerca de duas horas, segundo a agência de notícias EFE, havendo depois outro apagão.  O governo anunciou a suspensão das actividades em escolas e empresas "com o objectivo de facilitar o trabalho de recuperação do serviço eléctrico". Nas ruas da capital, Caracas, as pessoas fizeram fila para carregar os telemóveis com energia solar. Nos hospitais viveram-se cenas de caos, quando familiares tentavam levar os pacientes para outros locais que estivessem providos de geradores de emergência.
A 9 de março, o presidente Nicolás Maduro afirmou que as subestações eléctricas do país haviam sido atacadas com "o apoio e a assistência dos Estados Unidos". Por seu lado, o presidente da Assembleia Nacional e líder da oposição Juan Guaidó afirmou que os apagões eram resultado de anos de baixo investimento governamental no sistema eléctrico. Alí Briceño, secretário executivo da Federação de Trabalhadores da Indústria Elétrica da Venezuela, afirmou ao jornal El Nacional que o problema ocorrera por causa de um "incêndio de vegetação (na região da central hidrelétrica Guri), que interrompeu o funcionamento de três linhas de 765 kW, duas por aquecimento e outra por sobrecarga". Segundo Briceño, não se encontravam no local funcionários com conhecimento técnico suficiente para reestabelecer o fornecimento de energia rapidamente. Ainda nesse dia milhares de pessoas protestaram contra o apagão em todo o país.
A 10 de março, segundo relatos de correspondentes da BBC e venezuelanos, o caos continuava instalado nos hospitais e nas ruas das principais cidades, com episódios de saque a lojas, casas e supermercados.

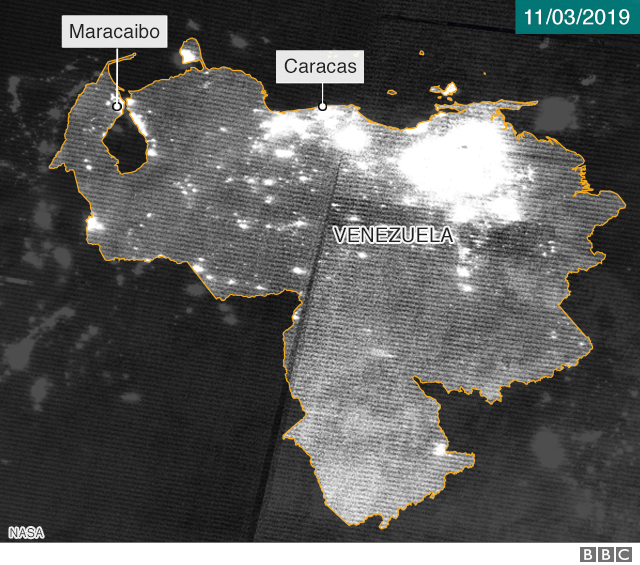
Imagem nocturna de satélite da Venezuela, captada a 11 de março, vendo-se a clara diminuição de pontos luminosos causada pelo apagão

Na segunda feira, 11 de março, o apagão continuava em muitas regiões do país, registando-se retornos temporários da electricidade.  No fim da tarde desse dia, a segunda maior cidade venezuelana, Maracaibo, acumulava mais de 90 horas contínuas sem energia eléctrica, tal como outras importantes cidades da região oeste do país. No mesmo dia, Maduro declarou que as instalações da central haviam sido atacadas de maneira cibernética e que os cabos de transmissão sofreram sabotagem electromagnética e física através do uso de tecnologias que "só os Estados Unidos têm".
Na tarde de 11 de março, reportou-se o desaparecimento do jornalista hispano-venezuelano, Luis Carlos Díaz, após sair da emissora local Unión Radio, onde trabalha, às 17:30 horas locais.  Na madrugada de 12 de março confirmou-se a sua detenção por agentes do serviço de informações do Governo de Nicolás Maduro, por suspeita de envolvimento no apagão. Segundo declarou à Human Rights Watch Naky Soto, também jornalista e mulher de Díaz, apenas soube do paradeiro do jornalista às 2 horas da manhã de 12 de março, quando uma dúzia de agentes do Serviço Bolivariano de Informações (Sebin) o levou a casa algemado. Após fazerem buscas à casa, confiscando computadores, telemóveis e dinheiro, os agentes anunciaram a Soto que o marido seria transportado para o quartel-general do serviço de informações em Caracas. Luis Carlos Díaz havia sido apontado por pelo dirigente oficialista Diosdado Cabello, considerado o "número dois" do chavismo, como estando por detrás da alegada sabotagem da rede eléctrica que deixou o país às escuras desde 7 de março.  Num vídeo divulgado por Cabello, Luis Carlos Díaz surge num programa de rádio dando conselhos sobre como manter-se informado e, ao mesmo tempo, divulgar notícias no meio do apagão informativo que estava a acontecer devido ao corte de energia eléctrica.
No mesmo dia o presidente do parlamento venezuelano, Juan Guaidó, reconhecido por 50 países como presidente interino da Venezuela entregou um pedido à Assembleia Nacional para que fosse decretado o estado de emergência no país, afirmando que devido à falha de energia já haviam morrido mais de 15 pessoas.
Na terça feira, 12 de março, Juan Guaidó encabeçou na manifestações de protesto contra a situação e acusou o governo de Maduro de ser responsável pela crise eléctrica, devido ao mau uso de recursos milionários e a inépcia e corrupção na administração do sector. No fim da tarde desse dia, o ministro da comunicação venezuelano, Jorge Rodríguez, afirmou que o fornecimento de energia estava restituído "quase totalmente em todo o território nacional".  Também na tarde desse dia libertou-se o jornalista Luis Carlos Díaz, detido no dia anterior. Nicolás Maduro anunciou o prolongamento por mais 48 horas, até 14 de Março, das actividades laborais e escolares, devido ao apagão.
A 13 de Março, quarta feira, o Ministro da Comunicação e Informação venezuelano, Jorge Rodríguez, anunciou em declarações à televisão estatal Venezuelana de Televisão (VTV)  que a energia havia sido restabelecida, havendo ainda alguns problemas pontuais, como era o caso “dos transformadores que foram sabotados, em Baruta e El Hatillo” , e que “o serviço foi restaurado em 60%” nessas áreas. O ministro anunciou a retoma das actividades laborais no dia seguinte, 14 de março, mantendo-se a suspensão das escolares por mais 24 horas, prevendo-se o início das aulas apenas para sexta-feira, 15 de Março. A mesma fonte governamental anunciou que a restituição da água potável estava já assegurada em 80% do território venezuelano, e em 70% em Caracas.
A 14 de Março algumas áreas ainda permaneciam às escuras.

### Causas

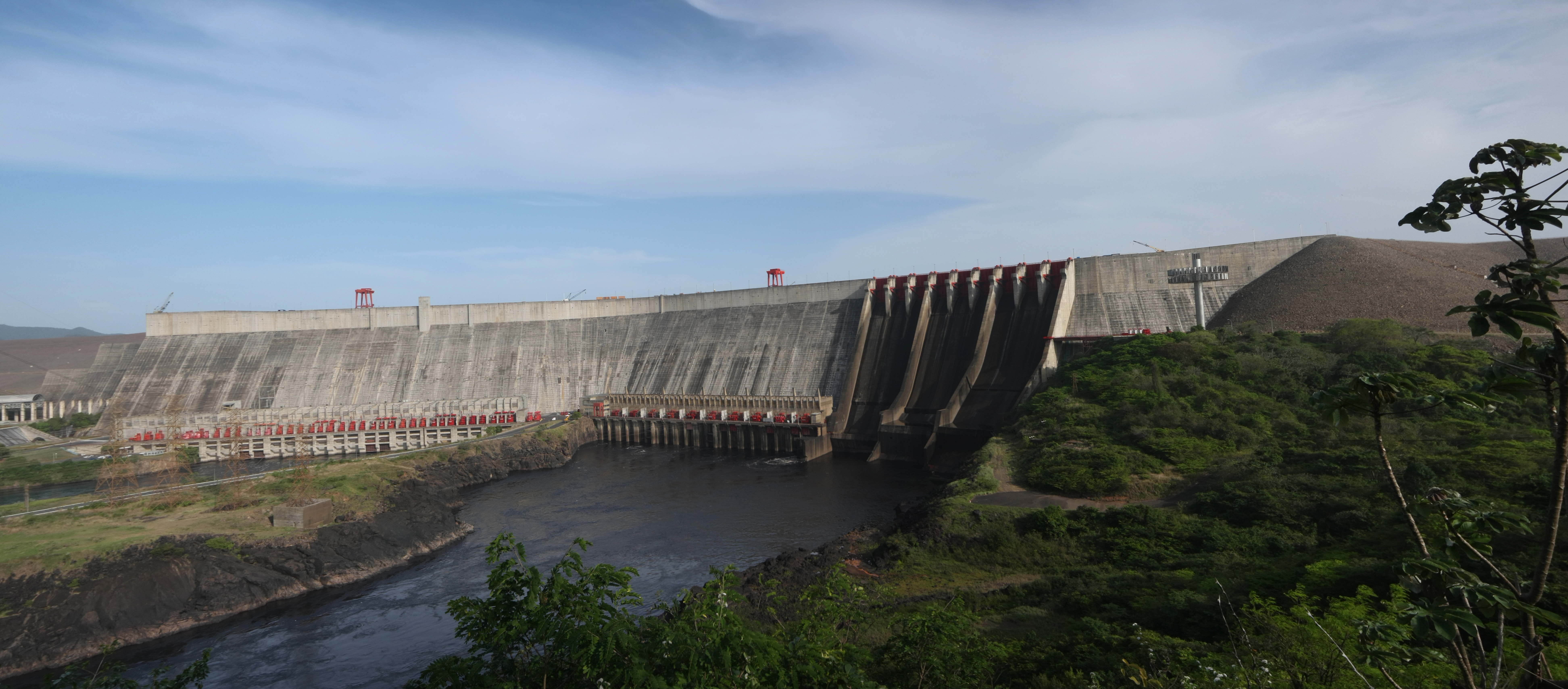
Vista geral da Central Hidroeléctrica de Guri

O presidente venezuelano, Nicolás Maduro, acusou os Estados Unidos de colaborarem numa conspiração “demoníaca” para retirá-lo do poder, que estaria a prejudicar o sistema eléctrico do país através de um “ataque electromagnético” imperialista, afirmando que o Pentágono e o Comando Sul dos Estados Unidos planearam um “ciberataque contra os sistemas eléctricos, de telecomunicações e Internet”, lançado a partir de Houston e Chicago, tendo criado uma comissão para encontrar os responsáveis. O governo venezuelano pediu ainda ao Supremo Tribunal para que se abrisse uma investigação sobre o líder da oposição Juan Guaidó, por envolvimento na ”sabotagem” da rede eléctrica nacional.
No entanto, especialistas do sector eléctrico consultados pelo serviço em espanhol da BBC News, BBC News Mundo, mostram um incêndio no corredor da principal linha de transmissão da central hidroeléctrica Guri. A falta de manutenção dos equipamentos terá sobrecarregado as turbinas da hidroeléctrica fazendo com que parassem de funcionar.
Analistas e engenheiros têm explicado o apagão como sendo o resultado de anos de subinvestimento numa rede mal administrada, negligenciada e colocada nas mãos de soldados, em vez de técnicos qualificados. Como em muitas outras instituições venezuelanas, os altos cargos da empresa que fornece energia a nível estatal, a Corpoelec, foram sendo preenchidos com membros do governo, à medida que os técnicos e engenheiros foram se juntando aos três milhões de venezuelanos que abandonaram o país nos últimos meses. Os especialistas apontam que a falha em gerir adequadamente a rede eléctrica pode ter causado um incêndio que destruiu uma das enormes linhas que transportam energia da barragem de Guri até Caracas.  segundo Rodrigo Linares, engenheiro mecânico e colaborador do sítio Caracas Chronicles citado pelo ”The Guardian”, a falha ocorreu numa das principais linhas de transmissão eléctrica entre as subestações de San Gerónimo B e Malena. Quando a linha de 765 quilovolts caiu, outras duas sofreram uma sobrecarga falharam.também.

### Efeitos
22 dos 23 estados da Venezuela foram afectados. Devido ao apagão, grande parte da população ficou incomunicável, e muitos produtos frigoríficos nas áreas comerciais ficaram danificados. Em várias cidades da Venezuela ocorreram saques em postos de venda e lojas. Segundo os líderes da oposição, pelo menos 26 pessoas morreram, seis delas bebés. Segundo a Coligação das Organizações para o Direito à Saúde e à Vida (COVIDA), uma Organização Não Governamental dedicada às questões de saúde a operar em Caracas, em declarações ao jornal francês Le Monde, “o apagão já provocou a morte de pelo menos quinze doentes nos hospitais, mal equipados e sem geradores que funcionem”. O governo venezuelano, por seu lado nega que tenha havido qualquer morte relacionada ao apagão.
De acordo com a Federação Nacional de Pecuaristas (Fedenaga), a crise de energia já gerou perdas no valor de cinco milhões e meio de dólares para os produtores de carne e lacticínios.
Além da interrupção dos serviços, como os transportes públicos, o apagão afectou comunicações fixas e móveis, os terminais de pagamentos, o acesso à Internet e a distribuição de água no país. O apagão provocou ainda longas filas nos postos de gasolina, devido ao temor de escassez de combustível.
A 14 de Março a escassez de água havia se tornado o maior problema, com longas filas formando-se em torno de camiões-tanque cedidos pelo governo e municípios para abastecer a população, inclusive na capital, Caracas, onde o funcionamento das bombas de distribuição de água ainda não está normalizado e havia racionamento. A ministra da Água, Evelyen Vásquez, afirmou que o governo estava enfrentando "uma situação de ataque”.

#### Saques

##### Distrito Capital
Na noite de 9 de março e madrugada de 10 de março, ocorreram tentativas de saque na Avenida San Martín de Caracas. Os habitantes tentaram afugentar os saqueadores, mas vários estabelecimentos comerciais foram roubados, sobretudo talhos.
Com a noite mais adiantada, algumas tanquetas da Polícia Nacional Bolivariana (PNB) percorreram a zona, sem conseguir deter a tentativa de saque. Às 1:30 da madrugada, duas tanquetas chegaram à zona, disparando bombas de gás lacrimógeneo na contramão dos saqueadores, permanecendo no local guardando a zona. De madrugada várias pessoas saquearam um supermercado da cadeia Luvebras, propriedade de empresários portugueses, no Centro Comercial La Florida, em La Florida, Caracas, roubando na sua maioria licores e artigos de higiene pessoal, mas também produtos alimentares básicos. Um trabalhador do estabelecimento indicou que encontraram restos de velas, que se presume terem sido usadas por quem entrou no recinto.
A 10 de março, em Caracas, cinquenta pessoas foram detidas pelas autoridades enquanto saqueavam a sucursal da rede de supermercados Central Madeirense, propriedade de emigrantes madeirenses radicados na Venezuela, localizada no centro comercial La Pirámide, no município Baruta. Os saqueadores levavam sobretudo produtos de primeira necessidade. As detenções foram realizadas por oficiais da Polícia Municipal de Baruta, numa operação em que funcionários da Guarda Nacional Bolivariana usaram gás lacrimogéneo para impedir o saque total do estabelecimento.

##### Zulia
No estado de Zulia, segundo os cálculos da Fedecámaras local, em apenas dois dias durante o apagão mais de 350 locais comerciais no estado foram saqueados. Ricardo Deita, segundo vice-presidente da patronal regional, indicou que a crise e os saques continuavam, e que as autoridades têm respondido de forma tardia, tendo em muitos casos inclusive ignorarado os saques, retirando-se dos lugares, com a excepção do shopping Galerías, a oeste de Maracaibo, onde cerca de 400 pessoas se apresentaram com a intenção do saquear, até chegar um contingente da Guarda Nacional Bolivariana (GNB). Deita assinalou que muitas das empresas saqueadas não voltariam a abrir, relatando que o dono de uma padaria de Maracaibo se tinha suicidado após o seu negócio ter sido saqueado, fazendo um apelo à cidadania para evitar os saques, chamando a atenção que embora houvesse falta de comida, ocorreram também saques de mobiladoras e lojas de electrodomésticos, e que no McDonald's de Cabimas se roubaram cadeiras, levando-os a achar que em muitos casos se tratava de vandalismo.
Fergus Whas, presidente da Câmara de Comércio de Maracaibo, assinalou que centenas de locais foram saqueados na cidade, não só por falta de electricidade, mas também por falta de fornecimento de gasolina e de água potável, assegurando que o centro de Maracaibo foi muito afectado pelos saques. Acrescentou que o centro comercial Delicias Norte foi afectado em 70%, que no centro comercial Sambil trinta lojas foram saqueadas, e que o sector comercial da cidade, La Curva de Molina, foi completamente destroçado. Numa padaria no centro da cidade um grupo de indivíduos lançou uma bomba de gás lacrimogéneo antes de saquear o negócio. Andrea Cruz, presidente da União de Comerciantes do estado Zulia, indicou que os negócios das principais populações do estado estavam numa situação crítica.
A Câmara Nacional de Comércio e Serviços (Consecomercio) estima que em todo o estado de Zulia tenham sido pilhadas mais de 500 lojas, entre supermercados, farmácias, lojas de roupa e electrodomésticos, a maioria das quais localizadas na capital, Maracaibo.
A 14 de março, escombros deixados pela multidão envolvida nas pilhagens eram vistos em Maracaibo em toda a parte. Uma fábrica da Alimentos Polar, a maior corporação privada da Venezuela, foi pilhada por dezenas de moradores de bairros próximos.

##### Anzoátegui
A 11 de março, vários estabelecimentos comerciais foram saqueados nas avenidas Freites e Cumanagoto em Barcelona, estado Anzoátegui.

#### Escassez de água
Devido à falta de fornecimento eléctrico, o sistema de distribuição de água também tem apresentado problemas de abastecimiento em diversas partes do país. Segundo o ex-presidente da Hidrocapital, José María de Viana: «Temos os centros povoados mais importantes do país com zero fornecimento de água durante mais de quatro dias. Não entra em Caracas nem uma única gota de água nova desde quinta-feira 7 de março. É uma situação que se deve atender de imediato». Em Caracas, desde segunda-feira 11 de março, centenas de pessoas começaram a abastecer-se de água a partir do rio Guaire, um afluente que recebe as águas residuais da cidade. Do mesmo modo, centenas de pessoas têm feito fila aos pés do Cerro Ávila para recolher os fios de água que descem dele. Desde o domingo 10 de março relataram-se longas filas no Estado Carabobo para comprar água, assim como gelo e combustível, enquanto no Estado Lara foram reportadas pessoas que optavam por tomar banho nos esgotos, perante a escassez de água.

### Consequências
Segundo a organização não governamental de defesa dos Direitos Humanos Foro Penal, desde o início do apagão, a 7 de março, 124 pessoas foram detidas por protestos, e mais de 200 por pilhagem.
Segundo Miguel Lara, ex-chefe da agência estatal responsável pelo sistema eléctrico, após este apagão “o fornecimento de eletricidade para os venezuelanos será pior do que era antes”, disse ele.  “E já não era bom antes.  Não havia dúvida de que tudo isto era previsível.  É por isso que as pessoas foram embora – viram que não havia vontade em resolver as falhas. Só será mais difícil daqui para frente”.
A 13 de março as Nações Unidas propuseram à Venezuela aumentar a sua ajuda para que o país possa responder à "situação de emergência" criada pelo corte de electricidade generalizado. O secretário-geral, António Guterres, revelou estar "muito preocupado com o impacto humanitário que o apagão teve".
No mesmo dia, a China, apoiante do regime de Nicolás Maduro, mostrou estar igualmente disposta a dar "ajuda e assistência técnica" ao Governo da Venezuela, oferecendo-se para ajudar a restabelecer a energia eléctrica no país. Segundo Lu Kang, porta-voz do Ministério dos Negócios Estrangeiros chinês, “a China está muito preocupada”, sublinhando que a rede eléctrica venezuelana está em baixo devido a um ciberataque.
Também a 13 de Março, o Procurador-geral da Venezuela, Tarek William Saab, nomeado pela Assembleia Nacional Constituinte, anunciou que abriu uma investigação contra Juan Guaidó, Presidente da Assembleia Nacional, de maioria opositora, e reconhecido como Presidente interino por mais de 60 países, por suspeita de “sabotagem realizada no sistema eléctrico nacional”.

## Apagão de 25 de Março
Às 13:22 horas de segunda-feira, 25 de março, começou um novo apagão, afectando 18 dos 24 estados da Venezuela. Segundo o observatório Netblocks, 91% das comunicações via Internet foram afectadas. o fornecimento de água, as redes telefónica, de Internet e de caixas electrónicas bancárias colapsaram.
Devido à série de apagões que afectou o país, o negócio de aluguer de geradores tornou-se significativamente lucrativo.
A 26 de março, o presidente do país, Nicolás Maduro, divulgou um comunicado via Twitter afirmando que o sistema eléctrico nacional sofrera dois ataques terroristas.
Por seu lado, o autoproclamado presidente interino da Venezuela, Juan Guaidó, convocou uma manifestação nacional para sábado, 30 de Março, em protesto conttra a série de apagões que desde 7 desse mês afecta o país.